# Stazione di Sant'Agnello
La stazione di Sant'Agnello è una stazione ferroviaria della ferrovia Circumvesuviana, sita nell'omonimo comune, ubicata lungo la ferrovia Torre Annunziata-Sorrento.

## Storia
La stazione è stata inaugurata il 6 gennaio 1948 insieme alla tratta ferroviaria da Castellammare di Stabia a Sorrento.
Il 16 settembre 2021 partono i lavori di ristrutturazione del fabbricato viaggiatori e della banchina: i lavori, costati 1,2 milioni di euro, si concludono nel 2025, con l'inaugurazione avvuta il 22 gennaio dello stesso anno.

## Strutture e impianti
La stazione è dotata di un fabbricato viaggiatori progettato da Marcello Canino: durante i lavori di ristruttazione agli inizi degli anni 2020 è stato completamente ricostruito seguendone l'aspetto originale; su due livelli, al piano superiore ospita i servizi viaggiatori come biglietteria e sala d'attesa, oltre all'accesso all'unica banchina in quanto la stazione possiede un unico binario passante.

## Movimento
Fermano tutti i treni diretti a Napoli Porta Nolana ed a Sorrento.

## Servizi
La stazione dispone di:
- Biglietteria a sportello
- Sala d'attesa
- Servizi igienici

## Interscambi
- Fermata autobus